# Lëtzebuerger Sozialistesch Aarbechterpartei
De Lëtzebuerger Sozialistesch Aarbechterpartei (LSAP) (Nederlands: Luxemburgse Socialistische Arbeiderspartij) is een sociaaldemocratische partij in Luxemburg.

## Geschiedenis
De LSAP werd in haar huidige vorm opgericht in 1945 en kwam voort uit de Sociaaldemocratische Partij die sinds 1902 bestond. De LSAP is een van de belangrijkste politieke partijen van Luxemburg en maakte door de jaren heen deel uit van verschillende regeringen. Nog nooit leverde de partij een premier, maar wel vicepremiers, onder wie Henry Cravatte (1964–1969), Raymond Vouel (1974–1976), Benny Berg (1976–1979), Jacques Poos (1984–1999), Jean Asselborn (2004–2013) en Etienne Schneider (2013–2020).
Sinds de parlementsverkiezingen van 2023 bezet de LSAP 11 van de 60 zetels in de Kamer van Afgevaardigden. De partij heeft ook een zetel in het Europees Parlement. Sinds januari 2022 zijn Dan Biancalana en Francine Closener de politiek leiders van de partij.
De LSAP heeft ook een jongerenafdeling: Jeunesses Socialistes Luxembourgeoises (JSL).

## Ideologie
De Luxemburgse sociaaldemocraten mogen geplaatst worden binnen de revisionistische strekking van het marxisme, die vaak als sociaaldemocratie wordt getypeerd. Men is voorstander van de sociale welvaartsstaat en een progressieve inkomstenbelasting. Recent draagt men ook feminisme en gelijkheid uit, alsook de strijd tegen discriminatie en racisme.
De LSAP vertegenwoordigt de belangen van de arbeidersklasse in Luxemburg. De partij heeft nauwe (maar geen formele) banden met de Confederatie van Onafhankelijke Vakbonden, de grootste vakbond van het land. De LSAP is bijzonder sterk in het zuiden van het land en bezit de meeste burgemeestersposten in de grote steden. De partij is gelieerd aan de Socialistische Internationale, de Progressieve Alliantie en de Partij van Europese Socialisten.

## Verkiezingsuitslagen

### Kamer van Afgevaardigden
De LSAP behaalde sinds 1945 de volgende resultaten bij de Luxemburgse parlementsverkiezingen:
| Luxemburgse parlementsverkiezingen | Luxemburgse parlementsverkiezingen | Luxemburgse parlementsverkiezingen | Luxemburgse parlementsverkiezingen | Luxemburgse parlementsverkiezingen | Luxemburgse parlementsverkiezingen |
| Jaar                               | Stemmen                            | %                                  | Plaats                             | Zetels                             | Positie                            |
| ---------------------------------- | ---------------------------------- | ---------------------------------- | ---------------------------------- | ---------------------------------- | ---------------------------------- |
| 1945                               | 569.025                            | 23,4                               | 2e                                 | 11 / 51                            | Regeringscoalitie                  |
| 1948                               | 481.755                            | 37,8                               | 2e                                 | 15 / 51                            | Oppositie                          |
| 1951                               | 372.177                            | 33,8                               | 2e                                 | 19 / 52                            | Regeringscoalitie                  |
| 1954                               | 831.836                            | 35,1                               | 2e                                 | 17 / 52                            | Regeringscoalitie                  |
| 1959                               | 848.523                            | 34,9                               | 2e                                 | 17 / 52                            | Oppositie                          |
| 1964                               | 999.843                            | 37,7                               | 2e                                 | 21 / 56                            | Regeringscoalitie                  |
| 1968                               | 837.555                            | 32,3                               | 2e                                 | 18 / 56                            | Oppositie                          |
| 1974                               | 875.881                            | 29,2                               | 2e                                 | 17 / 59                            | Regeringscoalitie                  |
| 1979                               | 787.863                            | 24,3                               | 2e                                 | 14 / 59                            | Oppositie                          |
| 1984                               | 1.104.740                          | 33,6                               | 2e                                 | 21 / 64                            | Regeringscoalitie                  |
| 1989                               | 840.094                            | 26,2                               | 2e                                 | 18 / 60                            | Regeringscoalitie                  |
| 1994                               | 797.450                            | 25,4                               | 2e                                 | 17 / 60                            | Regeringscoalitie                  |
| 1999                               | 695.718                            | 22,3                               | 3e                                 | 13 / 60                            | Oppositie                          |
| 2004                               | 784.048                            | 23,4                               | 2e                                 | 14 / 60                            | Regeringscoalitie                  |
| 2009                               | 695.830                            | 21,6                               | 2e                                 | 13 / 60                            | Regeringscoalitie                  |
| 2013                               | 664.586                            | 20,2                               | 2e                                 | 13 / 60                            | Regeringscoalitie                  |
| 2018                               | 621.332                            | 17,6                               | 2e                                 | 10 / 60                            | Regeringscoalitie                  |
| 2023                               | 711.890                            | 18,9                               | 2e                                 | 11 / 60                            | Oppositie                          |

### Europees Parlement
De LSAP behaalde sinds 1979 de volgende resultaten bij de Europese parlementsverkiezingen:
| Europese Parlementsverkiezingen | Europese Parlementsverkiezingen | Europese Parlementsverkiezingen | Europese Parlementsverkiezingen | Europese Parlementsverkiezingen |
| Jaar                            | Stemmen                         | %                               | Plaats                          | Zetels                          |
| ------------------------------- | ------------------------------- | ------------------------------- | ------------------------------- | ------------------------------- |
| 1979                            | 211.106                         | 21,6                            | 3e                              | 1 / 6                           |
| 1984                            | 296.382                         | 29,9                            | 2e                              | 2 / 6                           |
| 1989                            | 252.920                         | 25,4                            | 2e                              | 2 / 6                           |
| 1994                            | 251.500                         | 24,8                            | 2e                              | 2 / 6                           |
| 1999                            | 239.048                         | 23,6                            | 2e                              | 2 / 6                           |
| 2004                            | 240.484                         | 22,1                            | 2e                              | 1 / 6                           |
| 2009                            | 219.349                         | 19,5                            | 2e                              | 1 / 6                           |
| 2014                            | 137.504                         | 11,7                            | 4e                              | 1 / 6                           |
| 2019                            | 152.900                         | 12,2                            | 4e                              | 1 / 6                           |

## Partijleiders
- Michel Rasquin (1945–1951)
- Paul Wilwertz (1951–1952)
- Albert Bousser (1952–1954)
- Émile Ludwig (1954–1955)
- Paul Wilwertz (1955–1959)
- Henry Cravatte (1959–1970)
- Antoine Wehenkel (1970–1974)
- Lydie Schmit (1974–1980)
- Robert Krieps (1980–1985)
- Ben Fayot (1985–1997)
- Jean Asselborn (1997–2004)
- Alex Bodry (2004–2014)
- Claude Haagen (2014–2019)
- Franz Fayot (2019–2020)
- Yves Cruchten (2020–2022)
- Dan Biancalana en Francine Closener (sinds 2022)